# トゥー・メニー・ウォールズ
「トゥー・メニー・ウォールズ」(Too Many Walls)は、イギリスのシンガーソングライターであるキャシー・デニスの楽曲。1枚目のスタジオ・アルバム『キャシー・デニス』から4枚目のシングルとしてリリースされた。アート・オブ・ノイズのメンバーであるアン・ダッドリーとの共作。

## 解説
2021年現在、Billboard Hot 100のトップ10にランクインした最後のシングルである。
ミュージックビデオはロンドン・スタンステッド空港で撮影が行われた。

## 収録曲
日本盤 3" シングル
1. トゥー・メニー・ウォールズ（7"ヴァージョン）- 4:02
2. トゥー・メニー・ウォールズ（アカペラ）- 4:02

## チャート
| チャート (1991年)                       | 最高位 |
| --------------------------------------- | ------ |
| オーストラリア (ARIA)                   | 57     |
| カナダ トップシングルス (RPM)           | 10     |
| カナダ アダルト・コンテンポラリー (RPM) | 5      |
| ヨーロッパ (Eurochart Hot 100)          | 51     |
| ドイツ (GfK Entertainment charts)       | 58     |
| アイルランド (IRMA)                     | 17     |
| UK シングルス (OCC)                     | 17     |
| US Billboard Hot 100                    | 8      |
| US Adult Contemporary (Billboard)       | 1      |

| チャート (1991年)                           | 順位 |
| ------------------------------------------- | ---- |
| カナダ (RPM)                                | 72   |
| カナダ アダルト・コンテンポラリー (RPM)     | 62   |
| 全米 ビルボード ホット100                   | 74   |
| 全米 アダルト・コンテンポラリー (Billboard) | 29   |